# 帕玛拉特
帕玛拉特（義大利語：Parmalat S.p.A.）是一家意大利跨国乳制品和食品公司，主要生产超高温灭菌牛奶和奶製品。公司总部位于科莱基奥市。它是法國跨國公司拉克塔利斯集团的子公司。2003年，帕玛拉特一度倒闭。

## 外部連結
- 官方网站 （意大利文）